# Estadio dei Marmi
El Estadio dei Marmi ("Estadio de los Mármoles") es uno de los cuatro estadios del colosal complejo deportivo Foro Italico, inicialmente llamado Foro Mussolini; los otros estadios son el Estadio Olímpico, el Estadio del tennis Romano y el Estadio Olímpico del Nuoto.
Fue diseñado en la década de 1920 como complemento de la Academia Fascista de Educación Física anexa (ahora sede del CONI, Comité Olímpico Italiano), para ser utilizado por sus estudiantes para el entrenamiento. El Estadio dei Marmi abrió por primera vez en 1932, en el décimo aniversario de la Marcha sobre Roma, cerca del barrio romano de Monte Mario, por el arquitecto Enrico Del Debbio bajo el gobernante fascista Benito Mussolini.
El Estadio dei Marmi está rodeado por sesenta estatuas clásicas de atletas de 4 metros de altura hechas de mármol de Carrara. El estadio fue construido para celebrar los logros fascistas y el Gioventú del Littorio, el movimiento juvenil del Partido Nacional Fascista de Italia. En su reinado de veinte años, el régimen fascista utilizó los deportes para introducir e inculcar nuevas tradiciones, ideales, costumbres y valores fascistas, con el objetivo de formar ciudadanos guerreros.
- Datos: Q125290
- Multimedia: Stadio dei Marmi / Q125290